# Millie Bobby Brown
Millie Bonnie Brown Bongiovi (Marbella, Andalúzia, Spanyolország, 2004. február 19. –), ismertebb nevén Millie Bobby Brown, brit színész, modell és producer.
Első szerepét 2013-ban, kilencéves korában kapta a Once Upon a Time in Wonderland című amerikai televíziós sorozatban, amelyben a fiatal Alice-t játszotta. Legismertebb szerepe Tizenegy (Eleven) a 2016-ban a Netflixen indult Stranger Things című sci-fi, horror és drámasorozatban, amelyért két Primetime Emmy-jelölést kapott legjobb női mellékszereplő (drámasorozat) kategóriában, 2017-ben és 2018-ban. Két Screen Actors Guild-díj jelölést is szerzett legjobb színésznő (drámasorozat) kategóriában. Ezzel ő lett az egyik legfiatalabb színész, akit ezekre a díjakra jelöltek. A Stranger Things többi szereplőjével együtt 2017-ben megnyerte a Screen Actors Guild-díjat a legjobb szereplőgárda (drámasorozat) kategóriában.
Első mozifilmes szerepét a 2019-ben megjelent Godzilla II. – A szörnyek királya című filmben játszotta, amely a 2014-es Godzilla folytatása. Feltűnt a 2021-es Godzilla Kong ellen című folytatásban is. Emellett szerepelt a Netflix 2020-ban megjelent Enola Holmes című filmjében, amelyben a címszerepet játszotta, és amelynek készítésében producerként is közreműködött.
2018-ban, tizennégy évesen ő lett a legfiatalabb, aki felkerült a világ száz legbefolyásosabb emberét felsoroló listára a Time magazinban. Ugyanabban az évben kinevezték az Egyesült Nemzetek Szervezete Gyermekalapjának, az UNICEF-nek a legfiatalabb nagykövetévé.

## Gyermekkora és családja
2004. február 19-én született a dél-spanyolországi Marbellában, Andalúzia autonóm közösségben, a brit származású Kelly és Robert Brown harmadik gyermekeként,  akiken keresztül brit állampolgársággal rendelkezik. Édesapja ingatlanközvetítő. Három testvére van, Paige, Charlie és Ava. A család 2003-ban telepedett le Marbellában, ahol Robert szülei éttermet üzemeltettek.
Születésekor részleges halláskárosodást diagnosztizáltak Brownnál, amely az évek során tovább súlyosbodott és végül fél fülére teljesen megsiketült.
Négyéves korában, apai nagyapja halálát követően a család a dél-angliai Bournemouthba költözött, ahol a Pokesdown Community Általános Iskolába járt, és részt vett néhány iskolai darab előadásában.
Nyolcéves korában a család az Amerikai Egyesült Államokba, a floridai Orlandóba költözött. Ekkoriban kezdett el Brown színjátszó-, ének- és táncórákat venni egy helyi színiiskolában, amelynek egyik előadásán felfigyelt rá egy tehetségkutató ügynök, akinek tanácsára a család Los Angelesbe költözött, aki nemsokára megkapta első szerepeit. A családot anyagilag megterhelték a költözések és Brown karrierjének első időszaka, amely még nem hozott komolyabb szerepeket, így egy időre vissza kellett költözniük az Egyesült Királyságba, ahol egy rokonnál éltek.
2017. októberi információk szerint Brown megosztja idejét a georgiai Atlanta és London között, és kilenc éves kora óta magántanuló.

## Pályafutása

### 2013-2015: első szerepei
2013-ban, kilencéves korában kapta meg első szerepét az ABC csatorna Once Upon a Time in Wonderland című fantasysorozatában, mely az Egyszer volt, hol nem volt spin-off sorozata. Brown a fiatal Alice-t alakította. 2014-ben főszerepet kapott a BBC America Intruders című dráma-, és thrillersorozatában, amelyben Madison O'Donnellt alakította. Erről az alakításáról Stephen King a Twitteren elismerően nyilatkozott. 2014-ben és 2015-ben vendégszereplő volt az NCIS, a Modern család és A Grace klinika című sorozatokban. Ezután több meghallgatáson is részt vett, ám nem kapott új szerepeket.

### 2016-tól:Stranger Thingsés szakmai áttörés
2015. augusztus 20-án a Netflix bejelentette, hogy Brownt beválogatták a Stranger Things című sci-fi, horror- és drámasorozatba. A websorozat első évada 2016. július 15-én került bemutatásra a Netflixen, és nagy sikert aratott.
Brown, aki Tizenegy (Eleven) karakterét játszotta, különösen kedvező kritikákat kapott, és számos szakmai díjra is jelölést kapott, köztük két Primetime Emmy-díjra legjobb női mellékszereplő drámasorozatban kategóriában, illetve két Screen Actors Guild-díjra legjobb színésznő televíziós drámasorozatban kategóriában. A Stranger Things többi színészével együtt 2017-ben megnyerte a Screen Actors Guild-díjat a legjobb szereplőgárda (drámasorozat) kategóriában.
2016 novemberében játszott Sigma és Birdy Find Me című közös dalához készült videóklipben.
2018 januárjában bejelentették, hogy Brown fogja játszani a címszerepet a The Enola Holmes Mysteries könyvsorozat filmes feldolgozásában. Első mozifilmes szerepét a Godzilla II. – A szörnyek királya című filmben játszotta, amely 2019-ben jelent meg, és a 2014-es Godzilla folytatása volt. Szerepét megismételte a film 2021-es Godzilla Kong ellen című folytatásában is.
2020. szeptember 23-án a Netflixen megjelent az Enola Holmes című film, amelyben Brown játszotta a főszerepet, és amelynek forgatásában producerként is közreműködött.

#### Jövőbeli szerepei
2019 márciusában bejelentették Ali Benjamin The Thing About Jellyfish című könyvének filmes adaptációját, amelyben Brown játssza majd Suzy szerepét. 2020. július 28-án jelentették be, hogy szerepelni fog a PCMA Productions The Girls I've Been című filmjében, amelynek producere is lesz, illetve a Netflixre készülő Damsel című fantasyfilmben, amelyen vezető producerként fog dolgozni, és amelyet a spanyol Juan Carlos Fresnadillo fog rendezni Dan Mazeau forgatókönyve alapján.
2020 decemberében bejelentették, hogy a Russo testvérek megrendezik az Universal Pictures stúdió számára Simon Stålenhag The Electic State című képregényalbumának feldolgozását és Brown fogja játszani a főszerepet. Ugyanabban a hónapban szóltak hírek egy több projektet tartalmazó szerződésről is, amelyet a Netflix ajánlott Brownnak. 2021. május 13-án bejelentették, hogy Brown megismétli címszerepét az Enola Holmes 2 című folytatásban.

### Modell és divatikon
A Vogue magazin és annak Teen Vogue kiadványa külön cikkel ünnepelte Brown tizenharmadik születésnapját, amely a modell és divatikon stílusának a fiatal tinédzserek öltözködésére gyakorolt hatásáról szólt.
2016. szeptember 16-án a New York-i divathét keretében Brown részt vett első divatbemutatóján, mint a meghívott hírességek egyike, aki az első sorból nézte a Coach 1941 márka 2017 tavaszi-nyári kollekciójának bemutatóját.
2016 októberében Brown először szerepelt egy magazin címlapján, amikor a So It Goes brit lap interjút készített vele. Ugyanabban a hónapban szerepelt az Interview magazin, majd novemberben a Dazed magazin címlapján. Novemberben reklámokat forgatott a Citigroup számára.
2017. január 22-én Raf Simons, a Calvin Klein divatház kreatív igazgatója bejelentette, hogy Brown egyike a tizenöt "múzsának" a márka új, kiegészítőket és személyre szabott női ruhákat készítő ága, a Calvin Klein by Appointment első kollekciója mögött. Brown modellként is részt vett a kampányban.
2017-ben hogy Brown közreműködött a Converse ruhamárkával annak Forever Chuck elnevezésű marketingkampányában. Az év februárjában szerződést kötött az IGM Models modellügynökséggel, júliusban pedig részt vett második Converse kampányában. 2018. nyarán részt vett az olasz Moncler marketingkampányában.

### Egyéb projektjei és közreműködései
2016 novemberében Brown szerepelt Sigma és Birdy Find Me című kislemezének videóklipjében. Szerepelt továbbá The xx 2017-es I Dare You videoklipjében és 2018. május 30-án megjelent Girls Like You  videóklipben is, amelyet Maroon 5 dalához forgattak, majd ugyanennek a klipnek az október 16-án megjelent második részében is.
2018 novemberben az EA Games bejelentette, hogy Brown és a Sims 4 játék készítői együttműködtek  a Sims 4 Positivity Challenge (Sims 4 Pozitivitás Kihívás) fejlesztésén.
2018. november 20-án bejelentették, hogy Brownt kinevezték az Egyesült Nemzetek Szervezete (ENSZ) Gyermekalapja, az UNICEF nagykövetévé, ezzel ő lett minden idők legfiatalabb UNICEF-nagykövete.
2019 márciusában Brown az Európai Labdarúgó-szövetség (UEFA) nagykövete lett a Together #WePlayStrong (Együtt #ErősenJátszunk) kampányban.
2019-ben Brown megalapította saját, szépségápolási termékeket áruló márkáját, amely a Florence by Mills nevet kapta, és kizárólag cruelty-free és vegán termékeket forgalmaz.

### Elismerések
Számos szakmai díján kívül Brown felkerült a Time magazin a legbefolyásosabb tizenéveseket felsoroló listájára mind 2017-ben, mind 2018-ban, illetve 2018-ban felkerült a The Hollywood Reporter listájára, amely Hollywood top harminc harminc évesnél fiatalabb sztárját mutatta be.

## Magánélete
2023 tavaszán ő és Jake Bongiovi bejelentették eljegyzésüket. A pár 2021 óta van együtt, 2024-ben házasodtak össze.[forrás?]

## Filmográfia

### Filmek
| Év   | Magyar cím                        | Eredeti cím                          | Szerep            | Magyar hang  |
| ---- | --------------------------------- | ------------------------------------ | ----------------- | ------------ |
| 2018 |                                   | Spheres: Songs of Spacetime          | narrátor (hangja) |              |
| 2019 | Godzilla II. – A szörnyek királya | Godzilla: King of the Monsters       | Madison Russell   | Koller Virág |
| 2020 | Enola Holmes                      | Enola Holmes                         | Enola Holmes      | Vida Sára    |
| 2021 | Godzilla Kong ellen               | Godzilla vs. Kong                    | Madison Russell   | Koller Virág |
| 2022 | Enola Holmes 2.                   | Enola Holmes 2                       | Enola Holmes      | Vida Sára    |
| 2024 | A hercegnő és a sárkány           | Damsel                               | Elodi hercegnő    | Koller Virág |
| 2025 | Elektronikus állam                | The Electric State                   | Michelle          | Vida Sára    |
| ?    |                                   | The Girls I’ve Been (forgatás alatt) | Nora              |              |

### Televízió
| Év    | Magyar cím      | Eredeti cím                              | Szerep                        | Megjegyzések          |
| ----- | --------------- | ---------------------------------------- | ----------------------------- | --------------------- |
| 2013  |                 | Once Upon a Time in Wonderland           | Fiatal Alice                  | 2 epizód              |
| 2014  |                 | Intruders                                | Madison O'Donnell             | főszereplő (8 epizód) |
| 2014  | NCIS            | NCIS                                     | Rachel Barnes                 | 1 epizód              |
| 2015  | Modern család   | Modern Family                            | Lizzie                        | 1 epizód              |
| 2015  | A Grace klinika | Grey's Anatomy                           | Ruby                          | 1 epizód              |
| 2016– | Stranger Things | Stranger Things                          | Tizenegy / Tizi (Jane Hopper) | főszereplő            |
| 2020  |                 | Mariah Carey's Magical Christmas Special | önmaga                        | 1 epizód              |

### Videóklipek
| Év   | Előadó                             | Cím                                                   | Forr.  |
| ---- | ---------------------------------- | ----------------------------------------------------- | ------ |
| 2016 | Sigma, Birdy közreműködésével      | "Find Me"                                             | [ 53 ] |
| 2017 | The xx                             | "I Dare You"                                          | [ 54 ] |
| 2018 | Maroon 5, Cardi B közreműködésével | "Girls Like You"                                      | [ 55 ] |
| 2018 | Drake                              | "In My Feelings"                                      |        |
| 2019 | Mariah Carey                       | "Happy Anniversary, All I Want for Christmas Is You!" |        |

### Videójátékok
| Év   | Cím        | Szerep | Megjegyzések                                         |
| ---- | ---------- | ------ | ---------------------------------------------------- |
| 2018 | The Sims 4 | önmaga | ingyenesen letölthető karakter egy esemény részeként |

## Díjak és jelölések
| Év   | Jelölt mű                         | Díj                             | Kategória                                   | Eredmény | Forr.         |
| ---- | --------------------------------- | ------------------------------- | ------------------------------------------- | -------- | ------------- |
| 2017 | Stranger Things                   | People's Choice Awards          | Kedvenc Sci-fi/Fantasy színésznő (TV)       | Jelölve  | [ 56 ]        |
| 2017 | Stranger Things                   | Screen Actors Guild-díj         | Legjobb színésznő (drámasorozat)            | Jelölve  | [ 57 ]        |
| 2017 | Stranger Things                   | Screen Actors Guild-díj         | Legjobb szereplőgárda (drámasorozat)        | Elnyerte | [ 57 ]        |
| 2017 | Stranger Things                   | Fangoria Chainsaw Awards        | Legjobb színésznő (TV)                      | Elnyerte | [ 58 ]        |
| 2017 | Stranger Things                   | Szaturnusz-díj                  | Legjobb fiatal színész (televíziós sorozat) | Elnyerte | [ 59 ]        |
| 2017 | Stranger Things                   | MTV Movie & TV Awards           | Legjobb színész televíziós műsorban         | Elnyerte | [ 60 ]        |
| 2017 | Stranger Things                   | MTV Movie & TV Awards           | Legjobb hős                                 | Jelölve  | [ 60 ]        |
| 2017 | Stranger Things                   | Teen Choice Awards              | Legjobb feltörekvő TV sztár                 | Jelölve  | [ 61 ]        |
| 2017 | Stranger Things                   | Emmy-díj                        | Legjobb női mellékszereplő drámasorozatban  | Jelölve  | [ 62 ]        |
| 2017 | Stranger Things                   | Gold Derby TV Awards            | Legjobb női mellékszereplő drámasorozatban  | Jelölve  | [ 63 ]        |
| 2017 | Stranger Things                   | Gold Derby TV Awards            | Az év legjobb feltörekvő színésze           | Elnyerte | [ 63 ]        |
| 2017 | Önmaga                            | NME Awards                      | Az év hőse                                  | Jelölve  | [ 64 ]        |
| 2018 | Stranger Things                   | Screen Actors Guild-díj         | Legjobb színésznő (drámasorozat)            | Jelölve  | [ 65 ]        |
| 2018 | Stranger Things                   | Screen Actors Guild-díj         | Legjobb szereplőgárda (drámasorozat)        | Jelölve  | [ 65 ]        |
| 2019 | Stranger Things                   | 45th E! People's Choice Awards  | Legjobb színésznő (televíziós sorozat)      | Elnyerte | [ 66 ]        |
| 2019 | Stranger Things                   | Nickelodeon Kids’ Choice Awards | Kedvenc televíziós színésznő                | Jelölve  | [ 67 ]        |
| 2019 | Godzilla II. – A szörnyek királya | Szaturnusz-díj                  | Legjobb fiatal színész                      | Jelölve  | [ 68 ] [ 69 ] |
| 2020 | Stranger Things                   | Nickelodeon Kids’ Choice Awards | Kedvenc televíziós színésznő                | Elnyerte | [ 70 ]        |
| 2021 | Stranger Things                   | Nickelodeon Kids’ Choice Awards | Kedvenc televíziós színésznő                | Elnyerte | [ 71 ]        |
| 2021 | Enola Holmes                      | Nickelodeon Kids’ Choice Awards | Kedvenc színésznő                           | Elnyerte | [ 71 ]        |
| 2022 | Stranger Things                   | Szaturnusz-díj                  | Legjobb színésznő (Streaming)               | Függőben | [ 72 ]        |

## Fordítás
- Ez a szócikk részben vagy egészben  a   Millie Bobby Brown című angol Wikipédia-szócikk fordításán alapul.  Az eredeti cikk szerkesztőit annak laptörténete sorolja fel. Ez a jelzés csupán a megfogalmazás eredetét és a szerzői jogokat jelzi, nem szolgál a cikkben szereplő információk forrásmegjelöléseként.